# Hannes Meyer
Hannes Meyer (* Basel, 18. studenog 1889. – † Crocifisso di Lugano, 19. srpnja, 1954.), švicarski arhitekt i drugi direktor Bauhausa u Dessau od 1928. do 1930. godine.
Bauhaus je osnovan u Weimaru 1919. od strane Waltera Gropiusa. Gropius je angažirao Meyera za voditelja arhitektonskog odjela škole kad su taj odjel osnovali u travnju 1927. Meyer je bio radikalni funkcionalist, svoj pogled na arhitekturu on je nazvao - "die neue baulehre" (novi način gradnje), a to je značilo da je arhitektura više zanat nego lijepa umjetnost, da građevine treba projektirati tako da budu što jeftinije, i da zadovolje socijalne potrebe. Mayer je bio uvjereni marksist.
Školi je donio dvije najunosnije projektne narudžbe, to su; pet stambenih zgrada u gradu Dessau, i upravna zgrada Savezne škole za njemačke sindikate (ADGB) u Bernau. Bauhaus je pod njegovim ravnateljstvom prvi put ostvario profit 1929. Ali Meyer je bio i uzročnik velikih sukoba na školi. Kao radikalni funkcionalist, on nije imao suviše razumijevanja za estetitizirane programe, i otjerao je Herberta Bayera, Marcela Breuera, i neke druge nastavnike iz škole.
Kao deklarirani komunist, podržao je osnivanje studentske komunističke organizacije, i doveo školu u opasnu političku poziciju. Uz to je optužen za seksualni skandal s jednom od svojih učenica, zbog svega tog Gropius ga je otpustio 1930.
Po raskidu angažmana u Bauhausu, Meyer je s grupom studenata i osobnom tajnicom otišao u SSSR, i tamo u Moskvi osnovao grupu "Lijeva strana", ( sličnu grupu osnovao je Ernst May pod imenom "Mayeve brigade"). Grupe su radile na planiranju novih naselja, u novonastalom SSSR - u, zanoseći se utopističko - socijalističkim idejama. Istodobno je bio profesor na višoj školi za arhitekturu u Moskvi
(1930. – 1936.) Po usponu staljinizma u SSSR -u, obadvije grupe su došle u nemilost i naređeno im je da napuste Sovjetski Savez 1936.
Meyer se vratio u Ženevu i tu proveo tri godine, zatim je emigrirao u Meksiko, i tamo počeo raditi za Meksičku vladu kao direktor Instituta za Urbanizam i Plan( Instituto del Urbanismo y Planification ) od 1942. do 1949. 
1942. bio je u stanu gdje je umrla njegova bliska prijateljica, fotograf i lijeva aktivistica Tina Modotti. Ta smrt izazvala je mnoge sumnje.
1949. vratio se u Švicarsku i bavio isključivo teoretskim radom, umro je 1954.

## Vanjske poveznice
- Hannes Meyer u bazi archINFORM